# Dante D'Elpidio
Dante D'Elpidio (Notaresco, 23 ottobre 1958) è un politico italiano.

## Biografia
Ragioniere, impegnato in politica con la Democrazia Cristiana, viene eletto consigliere comunale a Notaresco per due mandati, nel 1988 e nel 1993. Dopo lo scioglimento della DC aderisce al PPI, con cui viene eletto consigliere comunale a Roseto degli Abruzzi nel 1997, restando in carica fino al termine del mandato nel 2001.
Nel frattempo aderisce ai Popolari UDEUR, con i quali alle elezioni politiche del 2006 viene eletto deputato della XV legislatura della Repubblica Italiana nella circoscrizione XVII Abruzzo. Conclude il mandato parlamentare nel 2008.
Successivamente è vicepresidente nazionale dell'Unione Nazionale Italiana Trasporto Ammalati a Lourdes e Santuari Internazionali (Unitalsi).